# Campeonato caboverdiano de fútbol 2010
El Campeonato caboverdiano de fútbol 2010 es la 32.ª edición desde la independencia de Cabo Verde. Empezó el 8 de mayo de 2010 y terminó el 10 de julio de 2010. El torneo lo organiza la Federación caboverdiana de fútbol (FCF).
Sporting Clube da Praia es el equipo defensor del título. Un total de 12 equipos participaron en la competición, el campeón de la edición anterior y los campeones de las 11 ligas regionales

## Equipos participantes
- Sporting Clube da Praia campeón del Campeonato caboverdiano de fútbol 2009
- Sporting Clube da Boavista campeón del Campeonato regional de Boavista
- Morabeza campeón del Campeonato regional de Brava
- Botafogo FC campeón del Campeonato regional de Fogo
- Barreirense; campeón del Campeonato Regional de Fútbol de Maio
- Académico do Aeroporto campeón del Campeonato regional de Sal
- Solpontense FC campeón del Campeonato regional de Santo Antão Norte
- CS Marítimo campeón del Campeonato regional de Santo Antão Sur
- Desportivo Ribeira Brava campeón del Campeonato regional de São Nicolau
- Batuque FC campeón del Campeonato regional de São Vicente
- Scorpion Vermelho campeón del Campeonato regional de Santiago Norte
- FC Boavista subcampeón del Campeonato regional de Santiago Sur

### Información de los equipos
| Equipo                     | Localidad     |
| -------------------------- | ------------- |
| Académico do Aeroporto     | Espargos      |
| Barreirense                | Barreiro      |
| Batuque FC                 | Mindelo       |
| FC Boavista                | Praia         |
| Botafogo FC                | São Filipe    |
| Desportivo Ribeira Brava   | Ribeira Brava |
| CS Marítimo                | Porto Novo    |
| Morabeza                   | n/d           |
| Scorpion Vermelho          | Santa Cruz    |
| Solpontense FC             | Ponta do Sol  |
| Sporting Clube da Boavista | Sal Rei       |
| Sporting Clube da Praia    | Praia         |

## Tabla de posiciones
Grupo A
|   | Equipo          | PJ | PG | PE | PP | GF | GC | DG | PTS |
| - | --------------- | -- | -- | -- | -- | -- | -- | -- | --- |
| 1 | Batuque FC (C)  | 5  | 2  | 3  | 0  | 9  | 3  | +6 | 9   |
| 2 | FC Boavista (C) | 5  | 2  | 2  | 1  | 15 | 8  | +7 | 8   |
| 3 | CS Marítimo     | 5  | 2  | 1  | 2  | 7  | 9  | -2 | 7   |
| 4 | Morabeza        | 5  | 1  | 3  | 1  | 5  | 4  | +1 | 6   |
| 5 | Botafogo FC     | 5  | 1  | 2  | 2  | 8  | 13 | -5 | 5   |
| 6 | Solpontense FC  | 5  | 1  | 1  | 3  | 7  | 14 | -7 | 4   |

Grupo B
|   | Equipo                      | PJ | PG | PE | PP | GF | GC | DG  | PTS |
| - | --------------------------- | -- | -- | -- | -- | -- | -- | --- | --- |
| 1 | Académico do Aeroporto (C)  | 5  | 4  | 1  | 0  | 12 | 4  | +8  | 13  |
| 2 | Sporting Clube da Praia (C) | 5  | 3  | 2  | 0  | 16 | 6  | +10 | 11  |
| 3 | Scorpion Vermelho           | 5  | 2  | 0  | 3  | 7  | 8  | -1  | 6   |
| 4 | Sporting Clube da Boavista  | 5  | 1  | 2  | 2  | 4  | 8  | -4  | 5   |
| 5 | Desportivo Ribeira Brava    | 5  | 1  | 1  | 3  | 6  | 12 | -6  | 4   |
| 6 | Barreirense                 | 5  | 0  | 0  | 5  | 5  | 12 | -7  | 0   |

(C) Clasificado

## Resultados
| Batuque             | 2 - 0 | Marítimo          | 8 de mayo |
| Botafogo            | 3 - 2 | Solpontense       | 8 de mayo |
| Morabeza            | 0 - 0 | FC Boavista       | 9 de mayo |
| Sporting Praia      | 5 - 2 | Barreirense       | 8 de mayo |
| Académico Aeroporto | 3 - 1 | Scorpion Vermelho | 8 de mayo |
| Sporting Boavista   | 2 - 2 | Ribeira Brava     | 8 de mayo |

| FC Boavista       | 4 - 2 | Botafogo            | 15 de mayo |
| Solpontense       | 1 - 1 | Batuque             | 15 de mayo |
| Marítimo          | 1 - 0 | Morabeza            | 16 de mayo |
| Barreirense       | 3 - 4 | Académico Aeroporto | 15 de mayo |
| Scorpion Vermelho | 2 - 0 | Sporting Boavista   | 15 de mayo |
| Ribeira Brava     | 2 - 7 | Sporting Praia      | 15 de mayo |

| Botafogo            | 0 - 4 | Batuque        | 22 de mayo |
| FC Boavista         | 3 - 4 | Marítimo       | 22 de mayo |
| Morabeza            | 3 - 1 | Solpontense    | 23 de mayo |
| Académico Aeroporto | 2 - 0 | Ribeira Brava  | 22 de mayo |
| Sporting Boavista   | 1 - 1 | Sporting Praia | 22 de mayo |
| Scorpion Vermelho   | 2 - 1 | Barreirense    | 22 de mayo |

| Marítimo          | 2 - 2 | Botafogo            | 30 de mayo |
| Batuque           | 1 - 1 | Morabeza            | 30 de mayo |
| FC Boavista       | 7 - 1 | Solpontense         | 30 de mayo |
| Barreirense       | 0 - 1 | Sporting Boavista   | 29 de mayo |
| Sporting Praia    | 0 - 0 | Académico Aeroporto | 29 de mayo |
| Scorpion Vermelho | 1 - 2 | Ribeira Brava       | 29 de mayo |

| Batuque             | 1 - 1 | FC Boavista       | 6 de junio  |
| Solpontense         | 2 - 0 | Marítimo          | 6 de junio  |
| Morabeza            | 1 - 1 | Botafogo          | 6 de junio  |
| Sporting Praia      | 3 - 1 | Scorpion Vermelho | 11 de junio |
| Ribeira Brava       | canc  | Barreirense       | 5 de junio  |
| Académico Aeroporto | 3 - 0 | Sporting Boavista | 5 de junio  |

## Fase Final
|  | Semifinales             | Semifinales             | Semifinales             | Semifinales | Semifinales |   |             | Final       | Final | Final | Final | Final |
|  |                         |                         |                         |             |             |   |             |             |       |       |       |       |
|  | FC Boavista             | FC Boavista             | 0                       | 1           | 1           |   |             |             |       |       |       |       |
|  | Académico do Aeroporto  | Académico do Aeroporto  | 0                       | 1           | 1           |   |             |             |       |       |       |       |
|  |                         |                         |                         |             |             |   | FC Boavista | FC Boavista | 2     | 1     | 3     |       |
|  |                         | Sporting Clube da Praia | Sporting Clube da Praia | 0           | 0           | 0 |             |             |       |       |       |       |
|  | Sporting Clube da Praia | Sporting Clube da Praia | 1                       | 1           | 2           |   |             |             |       |       |       |       |
|  | Batuque FC              | Batuque FC              | 2                       | 1           | 1           |   |             |             |       |       |       |       |

### Semifinales
| 20 de junio de 2010 | FC Boavista | 0:0 | Académico do Aeroporto | Estadio de Várzea, Praia |  |

| 19 de junio de 2010 | Sporting Clube da Praia | 1:0 | Batuque FC | Estadio de Várzea, Praia |  |

| 26 de junio de 2010 | Académico do Aeroporto | 1:1 | FC Boavista | Estadio Marcelo Leitão, Espargos |  |

| 26 de junio de 2010 | Batuque FC | 1:1 | Sporting Clube da Praia | Estadio Adérito Sena, Mindelo |  |

### Final
| 3 de julio de 2010 | FC Boavista | 2:0 | Sporting Clube da Praia | Estadio de Várzea, Praia |  |

| 10 de julio de 2010 | Sporting Clube da Praia | 0:1 | FC Boavista | Estadio de Várzea, Praia |  |

| Campeón FC Boavista 3.o título |

## Estadísticas
- Mayor goleada: FC Boavista 7 - 1 Solpontense (30 de mayo)